# Sigoulès-et-Flaugeac
Sigoulès-et-Flaugeac – gmina we Francji, w regionie Nowa Akwitania, w departamencie Dordogne. W 2008 roku liczba ludności wynosiła 1362 mieszkańców. 
Gmina została utworzona 1 stycznia 2019 roku z połączenia dwóch ówczesnych gmin: Flaugeac oraz Sigoulès. Siedzibą gminy została miejscowość Sigoulès. 